# Teodoro Sampaio (Bahia)
Teodoro Sampaio is een gemeente in de Braziliaanse deelstaat Bahia. De gemeente telt 8.442 inwoners (schatting 2009).

## Aangrenzende gemeenten
De gemeente grenst aan Alagoinhas, Aramari, Catu, Conceição do Jacuípe, Coração de Maria, Pedrão en Terra Nova.